# The Wild Bunch
The Wild Bunch is een Amerikaanse western uit 1969 van Sam Peckinpah met in de hoofdrollen William Holden, Ernest Borgnine en Warren Oates.
The Wild Bunch was revolutionair vanwege het hypermoderne camerawerk en de razendsnelle montage: in de twee uur dat de film duurt worden bijna 4500 cuts gemaakt, een ongekend hoog tempo voor die tijd. De film was grensverleggend in het tonen van geweld en nihilisme. Regisseur Peckinpah liet een wereld zien waarin geen enkel respect voor moraal was en waar iedereen bezeten was door hebzucht. Het geweld werd hierbij buitengewoon realistisch in beeld gebracht: voor het eerst was in een film van dichtbij te zien hoe kogels insloegen en bloed vloeide.
De film was geen financieel succes in de bioscopen en bracht slechts 10,5 miljoen dollar op, op een budget van 6 miljoen. De waardering groeide en tegenwoordig wordt de film gezien als een mijlpaal in de filmgeschiedenis en wordt hij door filmkenners beschouwd als een van de beste westerns ooit gemaakt. In 1999 werd de film vanwege het historisch, esthetisch en cultureel belang voor conservatie opgenomen in het National Film Registry van het Amerikaanse Library of Congress.

## Verhaal
Texas, 1913, de dagen van het Wilde Westen zijn geteld, net als de dagen van Pike Bishop, de leider van een groep oudere vogelvrijverklaarden. Bishop wil zich terugtrekken uit het bandietenbestaan maar met voldoende geld voor een verzorgde oude dag. Hij wil nog een grote slag slaan, de overval op een kantoor van de spoorweg waar een geheime bergplaats vol zilver is te vinden. De bendeleden weten het zilver te roven maar als ze wegvluchten, lopen ze in een hinderlaag van een groep premiejagers. De groep wordt geleid door de voormalige partner van Pike, Deke Thornton, die uit de gevangenis is vrijgelaten in ruil voor het vinden van zijn vroegere maten. In het vuurgevecht dat volgt tussen de vogelvrij verklaarden en de premiejagers komt een aantal leden van de bende om. Pike vlucht met Dutch, de broers Lyle en Tector Gorch en Angel, de enige overlevenden van de bende. Als ze het zilver willen verdelen, blijkt dat het allemaal nep is. Ontgoocheld vluchten ze verder en sluiten zich aan bij een andere oudere outlaw, Freddie Sykes, die aanbiedt hen naar Mexico te brengen.
Ze trekken de Rio Grande over en vinden rust in een stadje in Mexico. Het stadje wordt geterroriseerd door Mapache, een bandietenleider die generaal is in het Mexicaanse Leger. In Mexico is namelijk een revolutie gaande en veel troepen zijn al in tijden niet betaald. Mapache steelt van de bevolking om zijn mannen te voeden. Als Angel zijn oude vriendinnetje in de armen van Mapache ziet, doodt hij haar in een jaloerse bui. Pike sust de explosieve situatie die ontstaat en biedt aan voor de generaal te werken. Mapache geeft opdracht om wapens van een Amerikaanse legertrein te stelen. De overval slaagt, maar Angel eist dat hij een kist met wapens en munitie mag sturen naar de mensen die tegenover Mapache staan. Als de bendeleden verder willen stuiten ze weer op Deke Thornton en zijn premiejagers. Door het opblazen van een brug weten ze hen af te schudden. De enige die achterblijft is Sykes die gewond is geraakt.
Pike rijdt met zijn bende naar Mapache die inmiddels weet dat Angel een kist met wapens heeft achterover gedrukt. Hij laat Angel oppakken en martelen. Pike smeekt Mapache om Angel te laten gaan, maar de generaal snijdt zonder pardon de keel van de laatste open. Hierop schieten Pike en zijn bende Mapache dood in het volle zicht van zijn soldaten. Na een korte aarzeling openen de verbijsterde troepen het vuur op de kleine groep outlaws. Het groepje verdedigt zich dapper en doodt vele soldaten, maar wordt uiteindelijk doorzeefd met kogels. Deke en zijn premiejagers rijden het slagveld op en verzamelen de lichamen van de #DOORVERWIJZINGvogelvrij verklaarden om later de premies te incasseren. Terwijl ze hiermee bezig zijn, komt ook Sykes aanrijden met een groepje Mexicaanse tegenstanders van Mapache. Sykes vraagt aan Deke of hij met hem mee wil doen aan de Mexicaanse revolutie. Deke glimlacht, bestijgt zijn paard en voegt zich bij Sykes' rebellen.

## Rolverdeling
| Acteur                         | Personage            |
| ------------------------------ | -------------------- |
| William Holden                 | Pike Bishop          |
| Ernest Borgnine                | Dutch Engstrom       |
| Robert Ryan                    | Deke Thornton        |
| Edmond O'Brien                 | Freddie Sykes        |
| Warren Oates                   | Lyle Gorch           |
| Jaime Sánchez                  | Angel                |
| Ben Johnson                    | Tector Gorch         |
| Emilio Fernández               | Generaal Mapache     |
| Strother Martin                | Coffer               |
| L.Q. Jones                     | T.C.                 |
| Albert Dekker                  | Pat Harrigan         |
| Bo Hopkins                     | Clarence 'Crazy' Lee |
| Jorge Russek                   | Majoor Zamorra       |
| Alfonso Arau                   | Luitenant Herrera    |
| Dub Taylor                     | Preacher             |
| Rayford Barnes                 | Buck                 |
| Paul Harper                    | Ross                 |
| Chano Urueta                   | Don José             |
| Elsa Cárdenas                  | Elsa                 |
| Bill Hart                      | Jess                 |
| Stephen Ferry                  | Sergeant McHale      |
| Fernando Wagner Commander Mohr |                      |
| Jorge Rado                     | Ernst                |
| Aurora Clavel                  | Aurora               |

## Voorgeschiedenis
In 1966 stond de positie van regisseur Sam Peckinpah in Hollywood ter discussie. Tijdens de opnames van zijn film Major Dundee (1965) was hij nogal over het budget en opnametijd gegaan, terwijl hij tijdens de opnamen van The Cincinnati Kid (1965) zelfs was ontslagen. De regisseur herpakte zich enigszins met de regie van de succesvolle televisiefilm Noon Wine (1966), waarop Warner Brothers weer belangstelling toonde. De producenten Kenneth Hyman en Phil Feldman hadden twee mogelijk projecten voor Peckinpah, een avonturenfilm "The Diamond Story" en een western onder de titel The Wild Bunch, geschreven door Roy Sickner en Walon Green. De keuze werd echter uit Peckinpahs handen genomen toen bleek dat 20th Century Fox een scenario voor een western, Butch Cassidy and the Sundance Kid, had gekocht van scenarist William Goldman. Het verhaal van deze film speelde zich min of meer af rond dezelfde tijd als The Wild Bunch en er waren meer overeenkomsten, zoals ouder wordende outlaws in een veranderde tijd. Peckinpah kreeg de opdracht The Wild Buch snel te verfilmen en eerder in de bioscopen te verschijnen dan de concurrentie. Om te voorkomen dat Peckinpah zich weer zou verliezen in het project en te veel tijd en geld zou verkwisten kreeg hij Phil Feldman als producent aangewezen. Feldman was echter een fan van Peckinpahs werk en vond kwaliteit belangrijker dan een deadline.

## Scenario

### Ontwikkeling van het scenario
Het scenario van The Wild Bunch, was geschreven door Walon Green, gebaseerd op een verhaal van Roy N. Sickner. Sickner was een stuntman/acteur en voor het schrijven van het scenario beïnvloed door de Spaghettiwestern. Zijn verhaal legde de nadruk op gewelddadige scènes, maar miste een goede verhaalstructuur en een karakterontwikkeling bij de personages. Peckinpah begon in de herfst van 1967 met het herschrijven van het scenario. Hij probeerde om het geweld dat Green en Sickner had opgevoerd een realistische basis te geven. In de visie van Peckinpah moest een western gewelddadig zijn omdat deze periode in de geschiedenis gewelddadig was geweest, maar in zijn ogen was het gewelddadige karakter van The Wild Bunch ook een reflectie van tijdgeest, zoals het geweld in de Vietnamoorlog en in de film Bonnie and Clyde (1967). Door de personages beter uit te werken, zeker wat betreft hun motivatie voor hun daden en het geweld, kreeg het verhaal meer structuur.

### Titel
De titel van de film, The Wild Bunch kwam van de naam van de bende van de Amerikaanse outlaws Butch Cassidy en de Sundance Kid die echt hebben bestaan. Maar de bende in de film had niets te maken met Cassidy en Sundance. Als gevolg van het feit dat de titel The Wild Bunch was gekozen moesten de producenten van de film Butch Cassidy and the Sundance Kid de bende in hun film een andere naam geven en wel, "the hole in the wall gang".

### Waardering
Walon Green was van mening dat de bijdragen die Peckinpah aan het scenario leverde, meer dan voldoende waren om hem op de aftiteling te vermelden als coschrijver. Aangezien Peckinpah echter geen lid was van de vakbond van scenaristen, gaf dit nog de nodige problemen. Green en Sickner moesten strijd leveren om Peckinpah als schrijver erkend te krijgen. Het trio werd uiteindelijk genomineerd voor een Oscar voor het beste originele scenario. Het was de enige Oscarnominatie die Peckinpah ooit kreeg. De nominatie werd niet verzilverd.

## Acteurs

### Pike Bishop
Samen met producent Phil Feldman begon regisseur Sam Peckinpah aan de audities voor hun hoofdrol. De acteur die boven aan hun lijstje stond was Lee Marvin, maar Marvin kreeg een meer lucratief aanbod, de hoofdrol in de westernmusical Paint Your Wagon. Vervolgens overwogen Feldman en Peckinpah vrijwel elke oudere acteur in Hollywood, zoals, Burt Lancaster, James Stewart, Charlton Heston, Gregory Peck, Sterling Hayden, Richard Boone en Robert Mitchum voordat uiteindelijk William Holden de rol kreeg.

### Deke Thornton
De rol van Pike Bishops antagonist Deke Thornton leverde ook een groot aantal kandidaten op. De eerste keus van Peckinpah was Richard Harris die hij nog kende van Major Dundee. Maar Harris werd uiteindelijk niet voor de rol benaderd en viel af. De volgende kandidaat was Brian Keith met wie Peckinpah had samengewerkt in The Westerner (1960) en The Deadly Companions (1961). Maar Keith sloeg de rol af. Vervolgens bekeken Feldman en Peckinpah de mogelijkheden van acteurs als, Glenn Ford, Arthur Kennedy, Henry Fonda, Ben Johnson (later gekozen voor de rol van Tector Gorch) en Van Heflin. Maar geen van hen was geschikt of weigerde de rol. Toen Peckinpah Robert Ryan zag in de oorlogsfilm The Dirty Dozen (1967) was hij gelijk enthousiast. Hij benaderde Ryan voor de rol van Thornton en de acteur zei "ja".

### Mapache
De rol van generaal Mapache zou in eerste instantie naar de Duits-Italiaanse acteur Mario Adorf gaan. De acteur las echter in het scenario dat hij de keel van een van de personages moest doorsnijden. Hij vond dit niet passen bij zijn imago en hij weigerde de film. Jaren later, toen hij de film in de bioscoop zag, zou hij deze beslissing betreuren. De Mexicaanse acteur en regisseur Emilio Fernández, een vriend van Peckinpah, kreeg de rol van Mapache.

### Dutch Engstrom
De rol van Dutch Engstrom circuleerde rond acteurs als Steve McQueen, George Peppard, Jim Brown, Alex Cord, Robert Culp, Sammy Davis jr, Charles Bronson en Richard Jaeckel voordat Peckinpah Ernest Borgnine contracteerde. Net als Robert Ryan had Peckinpah Borgnine in "The Dirty Dozen" gezien.

### Angel
Aanvankelijk zou acteur Robert Blake de rol van Angel spelen, maar hij vroeg te veel geld en kon weer vertrekken. Peckinpah had acteur Jaime Sánchez op Broadway gezien in de productie "The Pawnbroker" van Sidney Lumet en was zeer onder de indruk. Nadat Blake afhaakte werd Sánchez aangenomen.

## Productie

### Opnamen
In het opnameschema was voorzien dat de opnamen in totaal zeventig dagen in beslag zouden nemen met een budget van 3 miljoen dollar. Uiteindelijk ging Peckinpah negen dagen over het schema en liepen de kosten op tot 6 miljoen dollar. De meeste tijd en kosten werden gespendeerd aan het bloedbad in de openingsscène en de laatste schietpartij tussen de outlaws en het Mexicaanse regiment infanterie. Peckinpah filmde met zes camera's die op verschillende snelheden dezelfde scène opnamen, waardoor hij de beschikking kreeg over diverse gradaties van slow motionopnamen. De regisseur wilde het publiek de illusie geven hoe het voelt als je wordt doodgeschoten. Hij was nooit tevreden, niet over het aantal afgevuurde schoten, of de "squibs", kleine pakketjes met bloed die tot ontploffing werden gebracht op de kleding van de figuranten, of over het geluid van de vuurwapens. Gefrustreerd door het schijnbare onbegrip van zijn filmploeg vuurde Peckinpah een echte revolver af op een muur en schreeuwde: "Dit is het effect dat ik wil!". Hij eiste dat de geluidsmensen het geluid van echt afgevuurde wapens zouden gebruiken en voor elk wapen verschillende geluiden. Dit was nog niet eerder voorgekomen, meestal werden standaard geluidsopnames gebruikt. In totaal werden er voor de film 90.000 losse flodders afgevuurd. De zeven identieke kostuums die voor de acteurs waren gemaakt, werden allemaal geruïneerd tijdens de opnamen. De figuranten waren nog minder gelukkig. Er waren niet genoeg uniformen beschikbaar, dus steeds als een figurant werd "neergeschoten" werd het uniform, gewassen, gerepareerd en weer naar het 'filmfront' gestuurd.

### Improvisatie
Tijdens de opnamen werd behoorlijk geïmproviseerd door de acteurs. Een goed voorbeeld is de treinoverval die niet eens in het scenario voorkwam. Alle scènes rond deze overval werden geïmproviseerd. Hetzelfde gebeurde toen Peckinpah een scène nodig had waarbij de vier vogelvrijverklaarden gezamenlijk te voet optrekken naar generaal Mapache om Angel te redden. In het scenario stond dat de vier het bordeel zouden verlaten, waarna er gelijk werd 'gesneden' naar de scène waarbij zij Mapache confronteren. Peckinpah besloot echter de scène te verlengen en de vier te voet te laten optrekken. Ook kwamen de acteurs zelf met suggesties. L.Q. Jones en Strother Martin wilden meer diepte aan hun personages geven en suggereerden een homoseksuele relatie. Peckinpah was hier enthousiast over en verwerkte de scènes in de eindmontage. Wat niet geïmproviseerd was, was het hinken van Ernest Borgnine. De acteur had zijn voet gebroken tijdens het filmen van The Split en liep met gipsverband tijdens de opnamen.

### Stunts
Een van de hoogtepunten uit de film is de exploderende brug over de Rio Bravo. Voor de film werd er een brug gebouwd over de Rio Nazas, die model stond voor de Rio Bravo, en zes camera's opgesteld. Er werden vijf stuntmensen ingehuurd die 2000 dollar kregen. Alles moest in een keer worden opgenomen. Bij de stuntmensen en de speciale effectenploeg ontstond onrust over deze opname. Het bleek dat Bud Hulburd die de leiding had over de speciale effecten, te weinig ervaring had. Hoofdstuntman Joe Canutt was bang dat de explosieve ladingen te vroeg zouden exploderen en dat zijn stuntmensen gedood zouden worden. Hij vroeg aan aanwezige kennis, Gordon T. Dawson, om achter Hulburd te gaan staan met een knuppel. Als de stuntmensen zouden vallen voordat de laatste lading tot ontploffing was gebracht, moest Lawson Hulburd bewusteloos slaan om te voorkomen dat die lading door hem zou worden gebruikt. Gelukkig voor de stuntmensen verliep alles goed en vielen er geen gewonden of doden. Een ander hoogtepunt was het laatste vuurgevecht tussen vogelvrijverklaarden en de Mexicaanse soldaten. De opnames duurden 12 dagen er werden 10.000 squibs gebruikt. Soldaten van het contemporaine Mexicaanse leger waren ingehuurd als figuranten, terwijl Amerikaanse stuntmensen de gevaarlijk stunts uitvoerden.

### Camerawerk
De film werd opgenomen met het anamorfotisch proces (waarbij het beeld in de breedte uit elkaar wordt getrokken of in de hoogte in elkaar geduwd). Ook maakte cameraman Lucien Ballard gebruik van telefotolenzen, waarbij figuren en objecten op de voor- en achtergrond scherp in beeld worden gebracht.
De opnames werden gemaakt met zes camera's die op verschillende snelheden liepen (24, 30, 60, 90 en 120 beeldjes per seconde). Hiermee kon later bij de montage worden versprongen van langzaam naar snel, naar nog langzamer naar normaal, waarmee de regisseur de chaos en de actie van een vuurgevecht kon verbeelden.

### Montage
De editor van The Wild Bunch was Lou Lambardo met wie Peckinpah had gewerkt bij de montage van de tv film "Noon Wine" en de tv serie Felony Squad (1967). In een van de episodes van deze serie, "My Mommy Got Lost", is een sequentie te zien waarbij acteur Joe Don Baker wordt neergeschoten door de politie. De sequentie bestaat uit een mix van slow motionopnames met opnames op gewone snelheid. Peckinpah zou die ervaring gebruiken voor The Wild Bunch. Samen met Lambardo moet de regisseur 101.000 meter film gefilmd vanuit 1288 cameraposities monteren tot een speelfilm. De klus nam zes maanden in beslag. De creatieve montage van de twee baarde veel opzien. Slow motion (op verschillende snelheden) werd gecombineerd met normale snelheid, en scènes werden weer opgedeeld met opnames van andere camereposities. Hiermee werd actie en chaos gesuggereerd die de toeschouwers in de bioscoop volkomen overdonderde. In totaal waren 2721 cuts nodig voor 138 actieminuten, een gemiddelde shotlengte van drie minuten. Het grote vuurgevecht op het einde van de film heeft 325 cuts voor 5 minuten actie, een gemiddelde shotlengte van iets minder dan een seconde.

### Locaties
Er werd grotendeels gefilmd in Mexico (Drang, La Chroma, Para's, Coahuíla, en Torreón) met aanvullende opnamen in Spanje (El Romeral, Toledo, Castilië-La Mancha). Het hoofdkwartier van generaal Mapache was een verlaten wijnopslagplaats in de stad Parras, Mexico, waar ook de hinderlaag van de premiejagers werd gefilmd (in de hoofdstraat).

## Belang van de film
De film werd bekritiseerd en bejubeld door de manier waarop vuurgevechten gefilmd werden. Peckinpah bedacht een manier van filmen waarbij personen geraakt werden door kogels en daarna in slow motion neervielen. In een snel tempo werden slow met normal motion en extreme close-up met totaalshot afgewisseld. Ook werden meerdere gebeurtenissen, die zich tegelijkertijd afspelen, door elkaar heen gemonteerd. Dit hoeft niet begrepen te worden als een verheerlijking van het geweld zonder meer, maar ook als het gevoel van verlies aan controle die een persoon ervaart wanneer hij de dood in de ogen ziet en voorts, langs de kant van de regisseur, als een eerbetoon aan de laatste momenten in het leven van een persoon. Het geweld, waar Peckinpahs films bekend om staan, dient bovendien, zoals Sabine Haenni stelde, ook begrepen te worden in de context van de Amerikaanse jaren zestig (met de moord op Martin Luther King, Bobby Kennedy en de slachting in My Lai). Peckinpah wendt zo het genre van de western aan om een zekere intellectuele distantie te leveren tegenover de extreem gewelddadige en chaotische jaren zestig in de VS. The Wild Bunch is geen actiefilm die actie voor de actie wil brengen, maar eerder een metafoor voor deze periode, zoals High Noon dat was voor de McCarthy-periode.

## Versies

### Bioscoopreleases
De bioscoopversie van 1969 was aanvankelijk 143 minuten in de Amerikaanse bioscopen en 145 minuten in Europa. Nog in 1969 werd een ingekorte Amerikaanse versie in de bioscopen vertoond van 135 minuten, waardoor de film meerdere keren op een avond kon worden vertoond. Dit werd de 'officiële' bioscoopversie
In maart 1995 werd de film opnieuw in de bioscopen gebracht. Hierbij werd 10 minuten aan de film toegevoegd, de zogenaamde 'Original Director's Cut'. De extra 10 minuten bevatten met name scènes waarbij de personages verder worden uitgewerkt en was het verhaal minder onduidelijk geworden. Deze versie is vergelijkbaar met de bioscoopversie in Europa van 145 minuten.

### Dvd
De film werd op dvd uitgebracht in de bioscoopversie van 145 minuten. Op 10 januari 2006 bracht Warner Brothers een 'special edition' uit van de dvd met twee schijfjes. Het eerste bevat de film, het tweede bevat twee documentaires over het maken van de film en weggelaten scènes.

## Historie en fictie

### Historische achtergrond
De periode die wordt aangeduid als het Wilde Westen in de VS liep van ca.1865 tot ca. 1890. De kolonisatie van het nog "wilde" westen van de VS begon op gang te komen na de Amerikaanse Burgeroorlog (1861-1865) en werd voltooid met de kolonisatie van Californië rond 1890. De meeste westerns zijn gesitueerd in en rondom dit tijdvak. Hoewel er niet echt een jaartal wordt genoemd speelt The Wild Bunch in of rondom 1913 tijdens de Mexicaanse Revolutie (1910-1920). Het personage Deke Thornton heeft het over Generaal Mapache als een 'moordenaar voor Huerta'. Generaal Victoriano Huerta was de leider van een coup waarbij president Francisco I. Madero van Mexico begin 1913 werd vermoord. Huerta werd president tot hij in juli 1914 werd verdreven. Ook worden verwezen naar Pancho Villa, sinds 1911 de militaire commandant van Huerta en later een van diens grootste tegenstanders. De film speelt dus vermoedelijk in 1913, bijna 25 jaar nadat het Wilde Westen niet langer 'wild' meer was. De outlaws van The Wild Bunch zijn relieken uit een voorbije periode geworden. Ze worden geconfronteerd met een moderne wereld waarin ze niet meer passen. Er wordt in de film bijvoorbeeld gesproken over 'vliegtuigen' en de outlaws zien de auto van Mapache rijden ('een koets zonder paarden').

### Historische fouten
Ondanks de pogingen van Peckinpah om een historisch verantwoord beeld te geven, zijn er kleine historische fouten in de film geslopen. Een overzicht:
- Op het einde van de film wordt geschoten met een Browning M1917  machinegeweer. Dit type machinegeweer werd pas in 1917 geïntroduceerd en gebruikt door het Amerikaanse leger. Het is niet onmogelijk dat er in 1913 gasaangedreven machinegeweren waren. Het eerste gasaangedreven machinegeweer stamt uit 1885 en het prototype van de Browning M1917 werd vervaardigd in 1910.
- Het personage Coffer gebruikt aan het begin van de film een M1903/A3 geweer, kaliber 30-06. Het model 1903 was een legergeweer uit 1903 en zou in 1913 gebruikt kunnen zijn. Maar de A3 variant werd pas rond 1941 geproduceerd.
- De persoonlijke wapens van de outlaws zijn de Colt M1911 pistolen. In de film zegt het personage Mohr tegen de outlaws dat de M1911 een legerpistool is dat niet gedragen mag worden door burgers. Maar de Colt M1911 werd in de VS verkocht aan zowel het leger als particulieren. Ter onderscheid van burgerwapens waren op de legermodellen de letter 'us' (united states) ingestanst.
- De kleding van de Amerikaanse soldaten in de film klopt niet helemaal. De shirts die de troepen in de film dragen, waren in werkelijkheid vervangen door pullovers, waarvan de knopen maar gedeeltelijk doorliepen, in plaats van een complete set knopen van boven naar beneden zoals in de film.
- Op zeker moment krijgt het personage Deke Thornton te horen dat hij wordt teruggestuurd naar Yuma als hij Pike en zijn bende niet de te pakken krijgt. Hierbij wordt gerefereerd aan de gevangenis in Yuma, Yuma Territorial Prison. Deze gevangenis was echter al in 1909 gesloten en omgebouwd tot een school.

## Prijzen en nominaties

### Oscars
- Nominatie voor Beste Scenario (Walon Green, Sam Peckinpah en Roy N. Sickner)
- Nominatie voor Beste filmmuziek (Jerry Fielding)

### Director's Guild of America Outstanding Directorial Achievement award
- Nominatie voor Beste regie (Sam Peckinpah)

### National Society of Film Critics Award
- Nominatie voor Beste camerawerk (Lucien Ballard)